# レオナルド・レイチ
レオナルド・ジェルジス・フェレイラ・レイチ（Leonardo Gergis Ferreira Leite 1978年3月25日- ）はブラジルのリオデジャネイロ出身の柔道家。階級は100kg級。身長185cm。ブラジリアン柔術と総合格闘技にも参戦した。

## 人物
父親はブラジリアン柔術の経験者だったが、息子には6歳の時に柔道を習わせることになった。16歳の時にクラブを変わると、ブラジリアン柔術も始めた。柔道では2001年にパンナム選手権の100kg級と無差別で2階級制覇を果たした。2003年には南米選手権でも2階級制覇した。2007年には世界団体で2位となった。2008年の世界団体では初戦の日本戦で穴井隆将に指導1、準決勝のグルジア戦で北京オリンピック90kg級チャンピオンのイラクリ・チレキゼに大外巻込で敗れるも、チームは3位になった。2009年からは地元で開催されたグランドスラム・リオデジャネイロで3年連続5位にとどまった。2010年には南米競技大会で優勝した。なお、オリンピックには国内に2007年の世界チャンピオンであるルシアーノ・コヘアがいたために出場できなかった。
一方で、ブラジル柔道ナショナルチームに所属しながらも、度々ブラジリアン柔術の大会にも出場していた。黒帯になった直後の1999年に世界柔術選手権100kg級で優勝を果たすと、翌年には100kg超級に出場して2階級制覇を達成した。その後、2003年、2006年、2008年には2位となった。かくの如き結果を残したことにより、ブラジリアン柔術で最も成功を収めた柔道家とみなされている。なお、2013年からは総合格闘技にも参戦して、10勝2敗の成績を挙げた。

## 主な戦績
- 2001年 - パンナム選手権 100kg級 優勝、無差別 優勝
- 2003年 - 南米選手権 100kg級 優勝、無差別 優勝
- 2007年 - パンナム選手権 2位
- 2007年 - 世界団体 2位
- 2008年 - パンナム選手権 3位
- 2008年 - 世界団体 3位
- 2009年 - グランドスラム・リオデジャネイロ 5位
- 2009年 - ワールドカップ・アピア 優勝
- 2009年 - グランプリ・アブダビ 5位
- 2010年 - 南米競技大会 優勝
- 2010年 - パンナム選手権 100kg級 2位、無差別 2位
- 2010年 - グランドスラム・リオデジャネイロ 5位
- 2011年 - グランプリ・デュッセルドルフ 5位
- 2011年 - グランプリ・バクー 5位
- 2011年 - グランドスラム・リオデジャネイロ 5位

(出典、JudoInside.com)。